# Епархия Манда
Епархия Манда (лат. Dioecesis Mimatensis, фр. Diocèse de Mende) — епархия в составе архиепархии-митрополии Монпелье Римско-католической церкви во Франции. В настоящее время епархией управляет епископ Франсуа Жаколен. Почётный епископ — Поль Эмиль Жозеф Бертран.
Клир епархии включает 126 священников (122 епархиальных и 4 монашествующих священников), 4 диакона, 14 монахов, 183 монахини.
Адрес епархии: 7 rue Mgr. de Ligonnes, 48000 Mende, Lozère, France.

## Территория
В юрисдикцию епархии входит 135 приходов в департаменте Лозер, в регионе Лангедок-Руссильон во Франции.
Кафедра епископа находится в городе Манд в церкви Нотр-Дам-э-Сен-Прива (фр.).

## История
Кафедра Манда ведет происхождение от епархии Жеводан, основанной в III веке и являвшейся епископством-суффраганством архиепархии Буржа. Епископ Партен в исторических документах называется первым епископом Жеводана (episcopus gabalensis).
В документах X века епископ Этьен был назван первым епископом Манда. В этом веке Манд стал местопребыванием резиденции епископом Жеводана.
В 1562 году город захватили гугеноты и удерживали его в течение восемнадцати месяцев, уничтожив большую часть собора.
3 октября 1678 года епархия Манда вошла в состав церковной архиепархии Альби.
В начале XVIII века епархия Манда в течение 20 лет была ареной борьбы между сектантами-камисардами, находившимися под влиянием кальвинизма, и французской армией. 8 марта 1715 года Людовик XIV объявил о полном уничтожении секты.
Во время Великой Французской революции епископ Жан-Арно де Кастелан был убит в Версале (9 сентября 1792 года).
После конкордата 1801 года, 29 ноября 1801 года епархия была расширена, за счет территории упраздненной епархии Вивьера и части территории упраздненной епархии Але.
6 октября 1822 года епархия Вивьера была восстановлена буллой Paternae charitatis папы Пия VII на прежней территории.
8 декабря 2002 года епархия Манда вошла в состав митрополии Монпелье.

## Ординарии епархии
- святой Севериан (III век);
- святой Приват (258);
- Гениалий (упоминается в 314);
- святой Фирмин (упоминается в 402);
- Валерий (упоминается в 451);
- Леоник (упоминается в 506);
- святой Гиларий (упоминается в 535);
- Эвантий (упоминается в 541);
- Парфений (VI век);
- Агрикола (614 — 626);
- святой Илер (упоминается в 628);
- Иоанн I (упоминается в 804);
- Хермон (упоминается в 811);
- святой Фредард (IX век);
- Агенульф (875 — 879);
- Гильом I (упоминается в 908);
- Стефан (упоминается в 951);
- Матафред (995 — 998)
- Раймон (1029 — 1031)
- Альдеберт I де Пер (1052 — 1062)
- Гильом II (упоминается в 1095);
- Роберт (упоминается в 1098);
- Альдеберт II де Пер (упоминается в 1109);
- Гильом III (18.03.1123 — 1150);
- Альдеберт III дю Турнель (1151 — 1187);
- Гильом IV де Пер (1187 — 1223);
- Этьенн де Бриуд (07.03.1224 — 23.12.1246);
  - Sede vacante  (1246 — 1255);
- Одилон де Меркёр (11.12.1255 — 28.01.1273);
- Этьенн д'Орьяк (1273 — 1279);
- Гильом V Дюран (05.11.1285 — 01.11.1296);
- Гильом VI Дюран (17.12.1296 — 1330);
- Жан II д'Aрси (14.12.1330 — 21.12.1331) — назначен епископом Отена;
- Альбер Лорде (21.12.1331 — 1361);
- Гийом VII Лорде (16.03.1362 — 1364);
- Пьер д'Эгрефёй  (11.08.1366 — 11.10.1368) — назначен епископом Авиньона;
  - Sede vacante (1368 — 1371);
- Гильом де Шанак O.S.B. † (08.01.1371 — 30.051371);
- Бомпар Виржиль (16.06.1371 — 30.07.1375);
- Понс де Ла Гард (13.02.1376 — 1387);
- Жан д'Aрманьяк (22.04.1387 — 17.10.1390) — назначен архиепископом Оша;
- Робер де Боск (17.10.1390 — 1408);
- Жан де Ла Кост (1408);
- Гильом де Буасратье (1408 — 02.07.1409) — назначен архиепископом Буржа;
- Пьетро ди Салуццо (24.07.1409 — 1412);
- Дерар дю Пюи (04.01.1413 — 19.04.1413) — назначен епископ Каркассона;
- Жан де Корби (19.04.1413 — 11.12.1426) — назначен епископом Осера;
- Ранюльф де Перюс д'Эскар (11.12.1426 — 1441);
- Альдебер де Пер (23.08.1441 — 1443);
- Ги де Ла Пануз (20.11.1443 — 1466);
- Антуан де Ла Пануз (20.11.1467 — 28.06.1473);
  - Пьетро Риарио (03.11.1473 — 03.01.1474) — апостольский администратор;
- Жан де Пети (18.04.1474 — 1478);
  - Джулиано делла Ровере (3 июля 1478 — 27 октября 1483) — апостольский администратор, позднее избран Папой под именем Юлия II;
- Клементе Гроссо делла Ровере (27.10.1483 — 18.08.1504);
- Франческо Гроссо делла Ровере (08.11.1504 — 15.05.1524);
- Клод Дюпра (14.12.1524 — 1532);
- Жан де Ла Рошфуко (22.05.1534 — 24.09.1538);
- Шарль де Писселё (13.10.1538 — 15.06.1545) — назначен епископом Кондона;
- Николя Дангю (12.08.1545 — 1567);
- Рено де Бон  (18.06.1571 — 10.07.1581) — назначен архиепископом Буржа;
- Адан де Эртелу (05.03.1586 — 26.06.1609);
- Шарль де Руссо (26.06.1609 — 04.11.1623);
- Даниель де Ла Мот Дюплесси-Уданкур (09.10.1624 — 05.03.1628);
- Сильвестр де Крюзи де Марсияк (30.06.1628 — 20.10.1659);
- Джачинто Серрони (08.08.1661 — 03.10.1678) — назначен архиепископом Альби;
- Франсуа-Пласид де Бодри де Пьянкур (11.10.1677 — 17.11./13.12.1707);
- Пьер де Бальон де ла Саль де Селлан (30.04.1708 — 27./29.09.1723);
- Габриель-Флоран де Шуазёль-Бопре (11.09.1724 — 07.07.1767);
- Жан-Арно де Кастеллан  (25.01.1768 — 09.09.1792);
  - Sede vacante (1792 — 1802);
- Жан-Батист де Шабо (11.04.1802 — 1804);
- Этьенн Парфе Мартен Морель де Мон (30.01.1805 — 24.09.1821) — назначен архиепископом Авиньона;
- Клод-Жан-Жозеф Брюлле де Ла Брюньер (26.12.1821 — 16.12.1848);
- Жан-Антуан-Мари Фулькье (11.10.1849 — 02.02.1873);
- Жозеф-Фредерик Севе (16.12.1872 — 17.03.1876) — назначен епископом Перпиньян-Эльна;
- Жюльен Косте (17.03.1876 — 1889);
- Франсуа-Нарсисс Батифолье (24.04.1889 — 26.09.1900);
- Анри-Луи-Альфред Буке (05.04.1901 — 21.02.1906) — назначен епископом Шартра;
- Жак-Жан Жели (21.02.1906 — 29.05.1929);
- Жюль-Александр Кюзен (29.05.1929 — 05.06.1937);
- Франсуа-Луи Овити (14.08.1937 — 11.09.1945);
- Морис-Поль-Жюль Руссо (03.11.1945 — 14.06.1950) — назначен епископом Лаваля;
- Эмиль-Шарль-Раймон Пиролле (27.03.1951 — 26.01.1957) — назначен епископом Нанси;
- Рене-Жан-Проспер-Брюно Будон (12.04.1957 — 14.07.1983);
- Роже Люсьен Мендр (14.07.1983 — 08.04.1989) — назначен архиепископом Альби;
- Поль Эмиль Жозеф Бертран (14.09.1989 — 16.10.2001);
- Робер Жан Луи Ле Галль (16.10.2001 — 11.07.2006) — назначен архиепископом Тулузы;
- Франсуа Жаколен (16 января 2007 — 29 мая 2018) — назначен епископом Люсона;
- Бенуа Бертран (17 января 2019 — 4 июня 2024) — назначен епископом Понтуаза;
- Жан Пеллетье (20 мая 2025 — по настоящее время).

## Статистика
На конец 2006 года из 73 830 человек, проживающих на территории епархии, католиками являлись 58 000 человек, что соответствует 78,6 % от общего числа населения епархии.
| год  | население | население | население | священники | священники        | священники         | священники                           | постоянные диаконы | монахи  | монахи  | приходы |
| год  | католики  | всего     | %         | всего      | белое духовенство | черное духовенство | число католиков на одного священника | постоянные диаконы | мужчины | женщины | приходы |
| ---- | --------- | --------- | --------- | ---------- | ----------------- | ------------------ | ------------------------------------ | ------------------ | ------- | ------- | ------- |
| 1949 | 80.000    | 95.000    | 84,2      | 415        | 400               | 15                 | 192                                  |                    |         | 690     | 213     |
| 1969 | 70.000    | 76.175    | 91,9      | 306        | 284               | 22                 | 228                                  |                    | 75      | 578     | 133     |
| 1980 | 63.300    | 75.100    | 84,3      | 238        | 235               | 3                  | 265                                  |                    | 18      | 400     | 138     |
| 1990 | 66.000    | 79.000    | 83,5      | 191        | 190               | 1                  | 345                                  |                    | 26      | 370     | 138     |
| 1999 | 63.000    | 73.500    | 85,7      | 160        | 154               | 6                  | 393                                  | 3                  | 19      | 233     | 135     |
| 2000 | 61.000    | 73.500    | 83,0      | 162        | 155               | 7                  | 376                                  | 3                  | 19      | 232     | 135     |
| 2001 | 60.000    | 73.500    | 81,6      | 156        | 152               | 4                  | 384                                  | 3                  | 13      | 225     | 135     |
| 2002 | 60.000    | 73.500    | 81,6      | 145        | 142               | 3                  | 413                                  | 2                  | 12      | 218     | 135     |
| 2003 | 60.000    | 73.500    | 81,6      | 139        | 134               | 5                  | 431                                  | 3                  | 14      | 202     | 135     |
| 2004 | 58.000    | 73.830    | 78,6      | 126        | 122               | 4                  | 460                                  | 4                  | 14      | 183     | 135     |